# Западноамериканская епархия
Западноамерика́нская епа́рхия (серб. Епархија западноамеричка, англ. Diocese of Western America) — епархия Сербской православной церкви на территории штатов США Аляска, Аризона, Калифорния, Колорадо, Гавайи, Айдахо, Монтана, Невада, Орегон, Юта, и Вашингтон, а также на территории Мексики. Кафедра расположена в Алхамбре.

## История
Западноамериканская епархия была создана 10 мая 1963 года, когда Северо-Американская епархия Сербской православной церкви была разделена на 3 епархии. В ведение епископа Западноамерианского кроме нынешней территории также вошло попечение о сербских приходах в Центральной (кроме Мексики) и Южной Америке. 22 мая 1988 года эти территории были переданы Восточноамериканской епархии.
В 1997 году епархия разделилась на 3 наместничества, объединявшие 13 приходов.
21 мая 2009 года решением Священного Архиерейского Собора произошло переустройство кафедр, согласно которому параллельная Американская и Канадская епархия Новограчаницкой митрополии была упразднена, а её приходы, располагавшиеся на территории Западноамериканской епархии, вошли в состав последней.

## Епископы
- 4 августа 1963 — 9 октября 1985 — Григорий (Удицкий)
- 1985—1986 — Ириней (Гаврилович) в/у, еп. Нишский
- 1986—1988 — Савва (Вукович)  в/у, еп. Шумадийский
- 10 июля 1988 — май 1992 — Хризостом (Столич)
- 1992—1994 — Христофор (Ковачевич)  в/у, митр. Среднезападноамериканский
- май 1994 — май 2002 — Иоанн (Младенович)
- май 2002 — май 2006 — Лонгин (Крчо)  в/у, митрополит Американский и Канадский
- с 27 мая 2006 — Максим (Василевич)

## Монастыри
- Монастырь преподобного Германа Аляскинского (мужской; Платина, Калифорния)
- Монастырь преподобного Паисия Величковского (женский; Саффорд, Аризона)